# Fonctions de l'Église

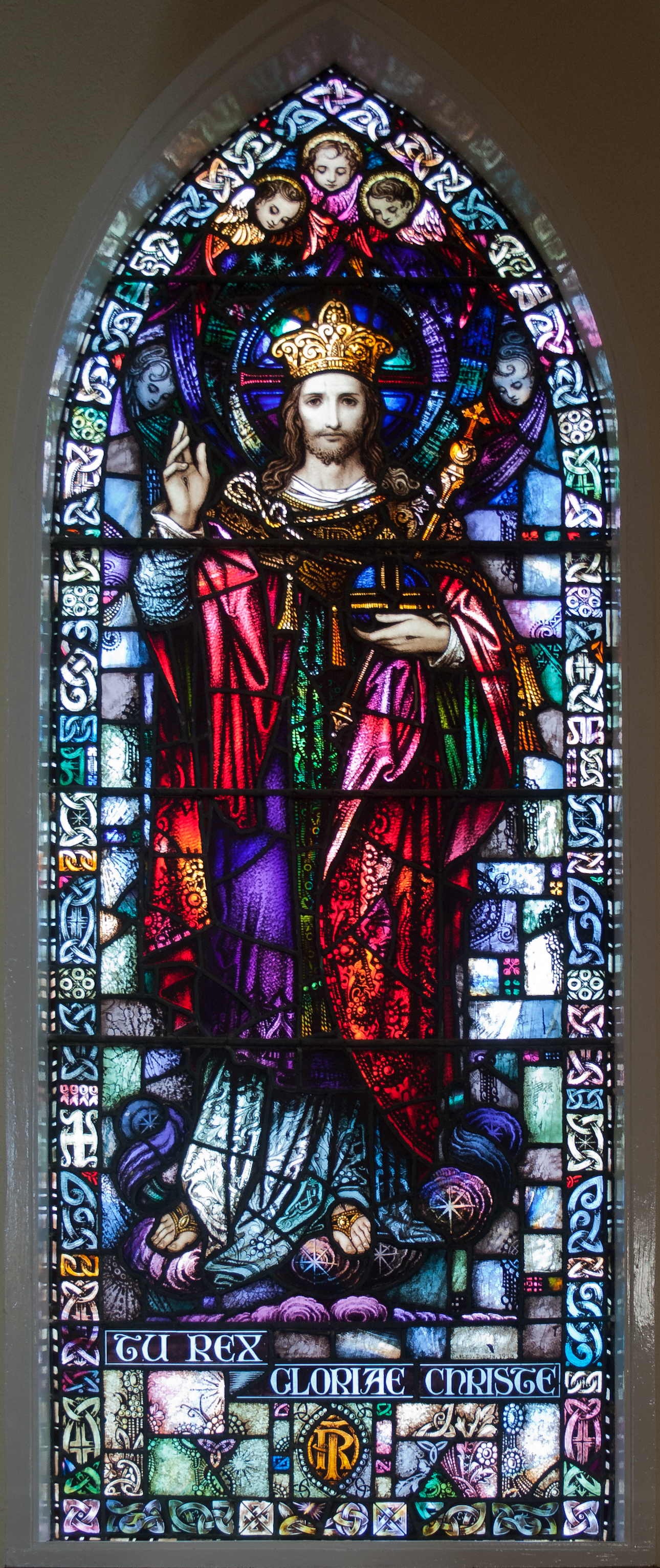
Les trois fonctions de l'Église (sacerdotale, prophétique, pastorale) reprennent les trois fonctions du Christ, à la fois prêtre, prophète et roi. Pour cette dernière, voir les représentations de Jésus couronné, comme sur ce vitrail de l'église Saint-Joseph de Toomyvara, dans le comté irlandais de Tipperary.

La théologie catholique attribue trois fonctions aux baptisés et à l'Église (en latin : tria munera ou munus triplex) exercées en plénitude par la hiérarchie ecclésiastique.
- Fonction prophétique (munus docendi) : magistère authentique exercé à travers l'apostolat ;

- Fonction pastorale (munus regendi) : le gouvernement papal et épiscopal guide les fidèles et leur offre l'Eucharistie ;

- Fonction sacerdotale (munus sanctificandi) : les prêtres renouvellent la messe à travers le Christ et les fidèles sanctifient les choses terrestres.

## Les fondements bibliques

### 3 fonctions importantes dans l'Ancien Testament
La triade « prêtre, prophète et roi » est rarement mentionnée dans un même verset biblique. Néanmoins, lorsque le  prophète Jérémie dénonce les errements de son peuple, il dénonce ceux de leurs responsables: les prêtres, les prophètes et les rois (Jr 2,26).
C'est l'onction (chrismatos), qui est le point commun entre ces trois fonctions. Le prêtre est oint (Ex 29,7 ; Lv 4,3), le roi aussi, à la suite de l'onction de Saül (1 S 9,16) et Élie reçoit l'ordre de oindre Élisée comme prophète à sa place (1 R 19,16).

### Les 3 fonctions du Christ
Ces trois fonctions de l'Église lui viennent des trois fonctions du Christ.

Cette conception du Christ comme prêtre, prophète et roi provient d'une exégèse antique qui interprète les onctions de l'Ancien Testament comme annonces de l'onction du Christ. On peut citer Eusèbe de Césarée : 
Cela montre clairement que, de tous ceux qui ont autrefois reçu l'onction symbolique, pas un, prêtre, roi ou prophète n'a possédé la force de la vertu divine à un aussi haut degré que notre Sauveur et Seigneur Jésus, l'unique et vrai Christ, (Eusèbe, Histoire Ecclésiastique, L. 1, ch. 3, § 37(9), lire en ligne)
Cette lecture perdure et au XIIIe siècle, saint Thomas d'Aquin affirme aussi que le Christ fut "roi, prophète et prêtre", lorsqu'il commente le verset 5 du Psaume 44, ou le premier verset de l’Évangile selon saint Matthieu. Dans sa leçon inaugurale sur la Bible, il propose ainsi de distinguer les Évangiles synoptiques selon les trois fonctions ou dignités du Christ.

Cette conception et reprise et largement répandue par les protestants. On la retrouve ainsi dans le catéchisme de Heidelberg (Question 31) : 
Pourquoi est-il appelé "Christ", c'est-à-dire "oint" ? Parce qu'il a été institué de Dieu le Père et oint du Saint-Esprit (He 1,9): pour être notre souverain prophète et docteur (Dt 18,15 ; Ac 3,22), qui nous a pleinement révélé le conseil secret et la volonté de Dieu qui sont de nous délivrer (Jn 1,18 ; 15,15) ; pour être notre unique Grand-prêtre (Ps 110,4 ; He 7,21), qui nous a délivrés par le sacrifice unique de son corps et qui, continuellement, par son intercession, plaide pour nous auprès du Père (Rm 8,34 ; 5,9s.) ; et pour être notre roi éternel, qui nous gouverne par sa parole et par son Esprit et qui nous garde et nous maintient dans la délivrance qu'il nous a acquise (Ps 2,6 ; Lc 1,33 ; Mt 28,18).

## Les 3 missions du baptisé dans l’Église catholique
Le concile Vatican II intègre les tria munera à l'ecclésiologie catholique, dans la constitution dogmatique sur l'Église Lumen Gentium, (§ 34-36, lire en ligne).

Par la suite, le Code de droit canon de 1983 reprend ce concept pour introduire son second livre sur le peuple de Dieu. Il décrit ainsi les fidèles : 
Can. 204 - § 1. Les fidèles du Christ sont ceux qui, en tant qu'incorporés au Christ par le baptême, sont constitués en peuple de Dieu et qui, pour cette raison, faits participants à leur manière à la fonction sacerdotale, prophétique et royale du Christ, sont appelés à exercer, chacun selon sa condition propre, la mission que Dieu a confiée à l'Église pour qu'elle l'accomplisse dans le monde. (lire en ligne)